# 藤原ライオン
藤原 ライオン（ふじわら らいおん、Fujiwara Rionne、1986年7月2日 - ）は、日本に在住し活動しているオーストラリア・ゴールドコースト出身のプロレスラー、UWFスタイルのファイターと映像監督やカメラマン。リングネームは藤原喜明本人から与えられた。
文部科学省の教育等映像審査での選定作品に選ばれた「取り残された人々日本におけるシングルマザーの苦境」というドキュメンタリーの監督。「ひとり親世帯の相的貧困率」と「日本の子どもの貧困や国の隠された貧困」をテーマに日本の女性の生きづらさを外国人の監督が描いた異例のドキュメンタリー作品。国際映画祭、国内映画祭（宮古島国際映画祭ドキュメンタリー部門最優秀作品賞や、石垣島湘南国際ドキュメンタリー映画・長編部門観客賞）を受賞している。

## 経歴
- 2012年3月、練習生としてWNC道場に入門。
- 2013年2月28日、WNC新宿FACE大会における洞口義浩戦でデビューし即初勝利。その場で本名からヤンキー・ライオンに改名。
- 同年10月31日、WNC後楽園ホール大会にて藤原喜明と対戦。試合後に藤原喜明の承諾を得て藤原ライオンに改名。
- 2014年4月25日、WNC後楽園ホール大会で、オーストラリアから来日した母親が観戦する中、オーストラリアのPPWヘビー級王座を獲得。
- 同年4月18日、WNC川崎大会で、PPWヘビー級王座を防衛（vs木藤拓也）。
- 同年5月29日、WNC新宿フェイス大会で、PPWヘビー級王座を防衛に失敗（新王者はAJイストリア）。
- 同年7月1日、TAJIRI、AKIRA、児玉裕輔、土肥孝司、黒潮"イケメン"二郎とともにWRESTLE-1に移籍[2]。
- 同年9月22日、W-1後楽園大会で武藤敬司＆土肥孝司&黒潮“イケメン”二郎と組み河野真幸&崔領二&KAZMA SAKAMOTOと対戦。
- 同年12月22日、W-1後楽園大会で浜亮太と一騎討ちを行い試合後浜にタッグ結成を要望。その後結成し「ブタライオン」というチーム名になったが1試合のみで解散。
- 2015年6月限りでW-1を退団。
- 同年9月、スネークピットジャパン入門。
- 同年10月、ドラディションに初参戦。レギュラー参戦が続いている。
- 2016年12月9日よりプロレスリング・ノアに参戦[3]。
- 2017年6月より伊原道場に再入門（2007年初入門）。
- 同年8月29日よりW-1に再参戦。
- 2018年3月16日よりプロレスリングA-TEAMにレギュラー参戦。
- 同年同日より全日本プロレスに参戦（6月末まで）。
- 同年5月4日よりASUKAプロジェクトにレギュラー参戦。
- 同年9月20日よりマーベラスに参戦し、10月20日にも参戦（vs井坂レオ）。
- 2021年6月よりGLEATに参戦し、UWF ルール参戦（2021年10月9日 vs関根"シュレック"秀樹、2022年3月5日 vs関本大介、2022年12月30日 vs田中稔）。

## タイトル歴
- PPWヘビー級王座

## エピソード
- 空手、合気道、キックボクシング、キャッチ・アズ・キャッチ・キャン、ノーギーブラジリアン柔術など格闘技のバックボーンも豊富であり、流暢な日本語を話す。
- 藤原ライオンになる前に藤原喜明と対戦するため、日本在住の外国人の署名を集め対戦を実現させた。
- 藤原喜明が有吉反省会に出演した際にライオンもわずかに映っており、禊で女装姿になった藤原を見て呆然としていた。
- 前十字靭帯と半月板の手術をして一年半プロレス出来ず、一生懸命にリハビリをした。
- 復帰戦は17月7日、飛鳥プロレス後楽園大会にて、田中将斗.竹田誠志vs藤原喜明.藤原ライオン。田中・竹田組勝ち。

## 得意技
フジワラ・アームバー
ローリング・カッター（クロスローズ）
リバースDDTの体勢から体を180゜錐揉み回転した勢いでマットに叩きつけるネックブリーカー。
ライオン・クラッチ
ノーザンライト・スープレックス
ジャーマン・スープレックス
ベリー・トゥ・ベリー・スープレックス
スナップ・スープレックス
藤原ライオンの１つの憧れレスラーはダイナマイト・キッドで、このスープレックスはキッドが得意としていた技。
トペ・スイシーダ
各種キック
ハイ・ニー
コーナーにもたれている相手にダッシュし、セカンドロープを踏み台にして顔面にハイ・ニーを見舞う。この技を行った後、ブルドッグに繋げるのが定番。
ブルドッグ
二段蹴り
ダイビング・エルボー・ドロップ

## テレビ出演
- TBS「アメージパング！」ゲストホスト
- ABEMA PRIME 「世間は社会課題に無関心？貧困問題を考える」ゲスト出演